# Лихосельцы (Барановичский район)
Лихосе́льцы (бел. Ліхасельцы) — деревня в Барановичском районе Брестской области Белоруссии. Входит в состав Вольновского сельсовета. Население — 28 человек (2023).

## Этимология
Согласно топонимическому словарю, в основе именования деревни лежит существительное «лихосельцы» — самовольные поселенцы на государственных землях, на неудобях, в лесах.

## География
Расположена в 27 км по автодорогам к северо-востоку от центра Барановичей и в 10 км по автодорогам к юго-востоку от центра сельсовета, агрогородка Вольно, у границы с Несвижским районом Минской области. От ближайшей деревни Голынка отделена речкой Хмарка. В деревне имеется кладбище и автобусная остановка маршрута № 212, связывающего деревню с районным центром.

## История
Обозначена на карте Шуберта первой половины XIX века.
По переписи 1897 года — деревня Черниховской волости Новогрудского уезда Минской губернии, 53 двора, трактир и кузница.
В 1905 году произошло стихийное выступление селян, которые самовольно вырубали леса помещиков. В 1909 году — деревня (61 двор, 342 жителя) и урочище (1 двор, 2 жителя) той же волости.
После Рижского мирного договора 1921 года — в составе гмины Чернихово Барановичского повета Новогрудского воеводства Польши. По переписи 1921 года в деревне числилось 81 жилое и 1 прочее обитаемое здание, в которых проживало 473 человека (240 мужчин, 233 женщины), из них 472 поляка и 1 белорус (по вероисповеданию — 470 православных и 3 римских католика). С декабря 1925 года — в гмине Вольно того же повета.
С 1939 года — в составе БССР. В период Великой Отечественной войны с конца июня 1941 года до 7 июля 1944 года деревня была оккупирована немецко-фашистскими захватчиками. На фронтах погибли 34 сельчанина. В 1940—62 годах — в Городищенском районе Барановичской, с 1954 года Брестской области. Затем район вошёл в состав Барановичского.
До недавнего времени действовал магазин.

## Население
По состоянию на 1 января 2023 года в деревне проживало 28 человек в 21 хозяйстве, в том числе 1 моложе трудоспособного возраста, 13 — в трудоспособном возрасте и 14 — старше трудоспособного возраста. 
| Численность населения (по переписи) | Численность населения (по переписи) | Численность населения (по переписи) | Численность населения (по переписи) | Численность населения (по переписи) | Численность населения (по переписи) | Численность населения (по переписи) | Численность населения (по переписи) |
| 1897                                | 1909                                | 1921                                | 1959                                | 1970                                | 1999                                | 2009                                | 2019                                |
| ----------------------------------- | ----------------------------------- | ----------------------------------- | ----------------------------------- | ----------------------------------- | ----------------------------------- | ----------------------------------- | ----------------------------------- |
| 322                                 | ↗344                                | ↗473                                | ↗483                                | ↘212                                | ↘106                                | ↘47                                 | ↘29                                 |

## Достопримечательности
- Могила Колоши Василия Васильевича. Секретарь бывшего Голынковского сельсовета В. В. Колоша убит врагами Советской власти в 1948 году. В 1949 году на могиле установлен обелиск[10].